# 흐라드찬스케 광장

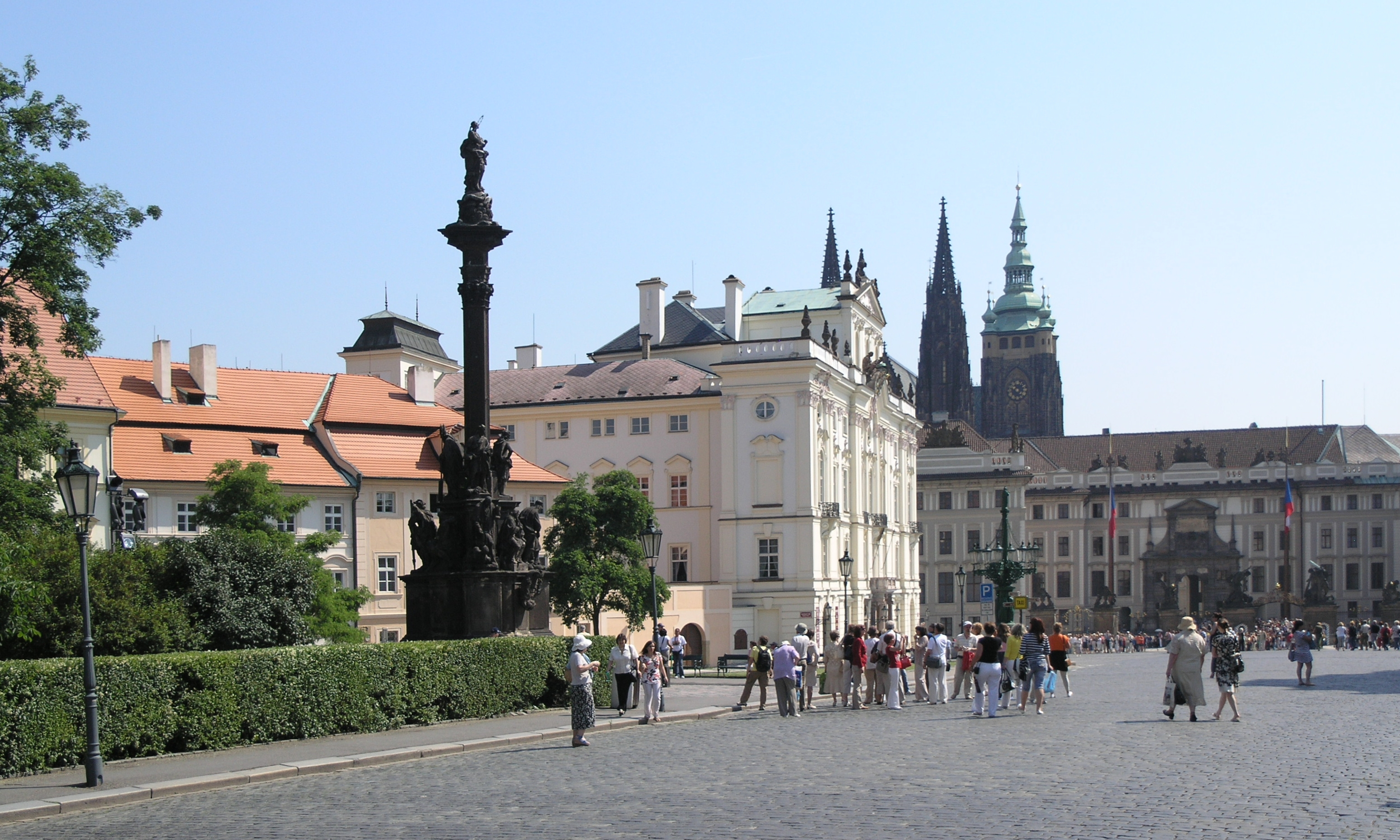
흐라드찬스케 광장

흐라드찬스케 광장(체코어: Hradčanské náměstí)은 체코 프라하에 있는 광장이다. 프라하 1 흐라드차니 중심부에 위치한다.